# Жерве, Иван Карлович
Иван Карлович Жерве (нем. Johann Friedrich Gervais; 1800—1862) — русский военачальник, генерал-майор.

## Биография
Родился 28 апреля 1800 года родился в Выборге в семье (предположительно) Карла Еремеевича Жерве (1755—1818) генерал-майора и Выборгского коменданта.
Иван вместе с младшим братом Константином, получил начальное образование в общей школе, где весь курс преподавался на немецком языке, а после четырёх лет обучения поступил без экзаменов в Выборгскую гимназию.
Дата вступления в военную службу и послужной список — неизвестны. Генерал-майор с 8 сентября 1855 года.
Умер 13 февраля 1862 года.

## Награды
- Награждён орденом Св. Георгия 4-й степени (№ 9931; 26 ноября 1856).
- Также награждён другими орденами Российской империи.